# Ella, elle l'a
"Ella, elle l'a" är en sång som ursprungligen spelades in av France Gall och släpptes som singel från hennes album Babacar 1987. Låten var en hit i Europa 1987–1988 och låg bland annat etta på topplistorna i Tyskland och Österrike, och på fjärde plats i Sverige. Sången skrevs av France Galls make Michel Berger och är en hyllning till jazzsångerskan Ella Fitzgerald.

## Cover
Cover-versioner har gjorts av flera artister: 2002 av flera deltagare i franska talangjakten Star Academy och 2003 av Alizée.
Mer känd blev Kate Ryans version av låten. Den släpptes som hennes tredje singel från albumet Free (2008). Ryans version blev nummer 77 på Trackslistans årslista för 2008.